# Merodictya marmorata
Merodictya là một chi bướm đêm thuộc họ Crambidae. Chi này chỉ có một loài Merodictya marmorata.